# Mick Bates
Mick Bates (Doncaster, 19 settembre 1947 – Leeds, 12 luglio 2021) è stato un calciatore inglese, di ruolo centrocampista.

## Biografia
Ha giocato per 14 stagioni consecutive nel Leeds United, vincendo due campionati inglesi, una Coppa delle Fiere, una FA Cup e una Charity Shield. Successivamente ha militato per due stagioni nel Walsall e per altre due nel Bradford City, prima di chiudere la carriera nel Doncaster nel 1981.
Si è spento il 12 luglio 2021, all'età di 74 anni.

## Palmarès

### Competizioni nazionali
- Campionato inglese: 2

Leeds United: 1968-1969, 1973-1974
- Coppa d'Inghilterra: 1

Leeds United: 1971-1972
- Charity Shield: 1

Leeds United: 1969

### Competizioni internazionali
- Coppa delle Fiere: 1

Leeds United: 1970-1971